# NetHack
NetHack — рольова відеогра. Гра являє собою дуже складний, динамічний і непередбачуваний світ лабіринтів, в якому гравець б'ється з різними істотами, торгує, розвивається і просувається все нижче, для того, щоб заволодіти Амулетом Йендора.
Завдяки відкритому коду гра портована на всі популярні платформи та операційні системи — такі як Linux, FreeBSD, Mac OS X, Android і т. Д. Так само існує порт на iOS — iNetHack.
Nethack не підтримує багатокористувацький режим. «Net» в назві означає, що (1) гру створює гурт «the DevTeam», спілкуючись по Мережі і (2) для успішного проходження гри необхідно спілкування з однодумцями, яке зазвичай відбувається через Інтернет. Частину назви «hack» взято з назви попередньої гри, пов'язаної з різновидом комп'ютерних рольових ігор, званих hack and slash, що відображає суть гри і стосунку до хакерів не має.
Вихідний код гри  є відкритим. Ця відкритість додає ще один елемент до гри, який називається  пірнання в код  (source diving). Зазвичай перемагає той, хто добре знає  мову Сі або має таких знайомих. Також в Мережі є кілька загальнодоступних NetHack-серверів, що підтримують таблиці рекордів роками. На цих серверах кожен може грати поодинці, спілкуючись з сусідніми гравцями по IRC і натикаючись на їх «кістки».
Як уже писалося вище, обговорювана гра відбулася від гри Hack, у свою чергу виникла через Rogue (ігри подібні останньої називають Roguelike). Від самого Nethack стався Slash'EM. Найстаріша гра, досі перебуває в розвитку. Перша версія (1.3d) була опублікована в новинній групі comp.sources.games в липні 1987, а остання (3.6.0) була випущена в 2015-у (12 років опісля попередньої, 3.4.3).

## Основні особливості гри

### Графіка

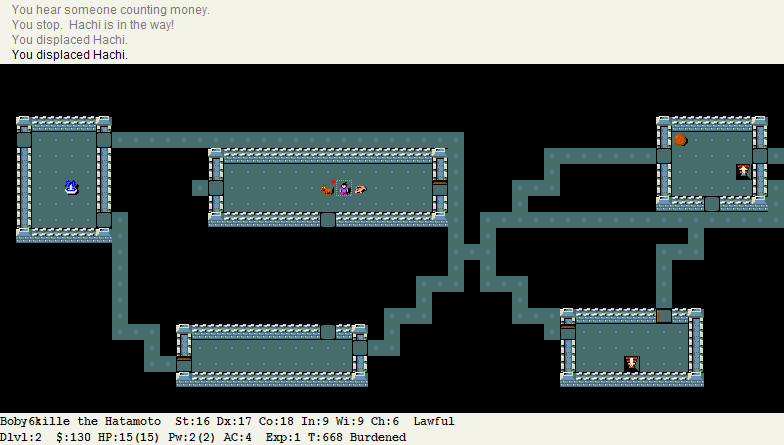
Сеанс гри в тайлову версію НетХаку.

Хоча існують і тривимірні інтерфейси (Falcon's Eye, Vulture і noeGNUd), вони не отримали великої популярності і гра як і раніше, як і десять років тому, йде в текстовому режимі, нагадуючи  ASCII-art (хоча деякі випуски гри підтримують Тайлову графіку).

### Ігровий процес
На відміну від більшості сучасних  RPG, гра проходить в покроковому режимі. У будь-який момент можна відірвати руки від клавіатури, щоб поміркувати або зберегти позицію, щоб повернутися до неї пізніше — цим гра нагадує шахи.
Хоча на вигляд гра досить проста, через велику кількість несподіванок на вироблення правильної стратегії для її проходження можуть знадобитися роки. Перемога в NetHack дуже важка і дається не кожному.
Серед гравців побутують різні сленгові абревіатури, що відносяться до особливостей ігрового процесу:
- YASD, Yet Another Stupid Death (рос. Чергова Дурна Смерть) — абсолютно необов'язкові дії гравця, які призводять до загибелі персонажа. Наприклад, якщо вдарити летюче око (Floating Eye), гравець з великою ймовірністю буде паралізований на тривалий період пасивною атакою. За цей час його з легкістю можуть убити монстри, які блукають рівнем. При цьому летючі очі ніколи не нападають на гравця і атакувати їх зовсім необов'язково.
- TDTTOE, The DevTeam Thinks Of Everything (рос. Команда Розробників Передбачила Все) — велика кількість, здавалося б, малоймовірних ситуацій реалізовано розробниками. Наприклад, якщо прочитати сувій амнезії, може з'явитися повідомлення «Thinking of Maud you forget everything else» («думаючи про Мод, ви забули про все»). Якщо персонажа звуть Мод, то з'явиться інше повідомлення — «As your mind turns inward on itself, you forget everything else» («ви йдете в себе і забуваєте про все»).

### Чудовиська
Їх багато. І вони різноманітні і дуже небезпечні. Хоча  життя у них зазвичай, по-порівнянні з героєм, небагато, чудовиська бувають кмітливі, багато наносять великі пошкодження, викликають підмогу чи володіють рядом інших неприємних особливостей (залежно від виду).
Чудовиська позначаються  латинськими літерами від A до Z і деякими спеціальними символами. Розмір букв грає роль. Потрібна уява, щоб за червоною буквою D уявити вогнедишного дракон а, а за маленькою d —  приручену собачку. Потрібно уважність, щоб їх не переплутати.

## Будова світу
У грі близько 50  рівнів підземель (або майже 81 рівень, якщо враховувати відгалуження), об'єднаних в грізні лабіринти (Mazes of Menace). Велика частина рівнів створюється випадково, але в зумовленості стилі. Є кілька зумовлених рівнів, часом мають випадкові вкраплення. Більшу частину лабіринтів можна міняти, наприклад — проривши тунель. Іноді це роблять комп'ютерні персонажі.
Через сильний елемента випадковості кожна гра в NetHack відбувається у власному новому світі. Гравцям доводиться заново відкривати напої,  чарівні палички і сувої, книги заклинань — тому в гру цікаво грати як початківцям гравцям, так і її розробникам. Сама гра збалансована для досвідченого гравця. Тому в неї можна грати десятиліттями, удосконалюючи свій стиль гри, але початківцям доводиться туго.

### Підземелля приреченості
Гра починається на верхньому рівні підземель приреченості (Dungeons of Doom). Більшість гравців доходить до рівня  Дельфійського оракула (Oracle) і великої кімнати (Big Room — присутня не в усіх іграх), звідки багато через ностальгічний рівень Бродяги (Rogue Level) і острів  Медузи (Medusa's Island) спускаються штурмувати  Замок (The Castle), останній рівень підземель.
Замок набитий солдатами, драконами, оточений  ровом і має підйомний міст. У воді  рову кишать хижі риби. Зі зворотного боку Замку є чорний хід, а в одній з  веж лежить скринька з чарівною паличкою (wand of wishing).

### Пекло (геєни)
Найудачливіші гравці проходять підземелля і через ворота в долині Мертвих (Valley of the Dead) сходить в геєни (Gehennom), другу більшу частину ігрового світу. Рівень долини Мертвих містить три кладовища і храм Молоха. Серед мешкають там примар можна знайти себе та інших гравців, імена яких взяті з таблиці рекордів.
У Геенноме треба пройти володіння чотирьох демонів: лігво  Асмодея (Asmodeus 'Lair), болото Джуіблекс а (Juiblex' Swamp, див.  En: Juiblex), лігво Вельзевул а (Baalzebub's Lair) і мертве місто Оркус (Orcus-town). На болоті можна безпечно наповнити водою склянки, змити написи зі сувоїв і чарівних книг. У мертвому місті розташований другий, порожній храм Молоха і кілька вимерлих магазинів. Без продавця будь-які товари можна забирати безкоштовно, але в магазині багато імітаторів (mimic).
На нижньому рівні Гееннома є вібруючий квадрат. Зробивши за допомогою трьох предметів, здобутих у відгалуженнях лабіринтів Загрози, церемонію Виклику (invocation ritual) на цьому квадраті, персонаж відкриває прохід в святилище Молоха (Moloch's Sanctum) — найнижчий рівень гри. Саме там, у головного священика храму Молоха, знаходиться амулет Йендора (Amulet of Yendor).

### П'ять елементальних площин

'Астральна площину.'
Щоб дійти до неї і виграти в NetHack, гравцеві (значок @ в центрі верхнього квадрата) знадобилося більше 15 років.

Після отримання амулета Йендора драбинка з верхнього рівня підземель приреченості відкриває шлях на  площині  п'яти Елементів:
- Площину Землі (Plane of Earth)
- Площину Повітря (Plane of Air)
- Площину Вогню (Plane of Fire)
- Площину Води (Plane of Water) і
- Астральна площину (Astral Plane).

Астральна площину, завершальний рівень гри, складається з трьох просторих зал-святилищ богів порядку, нейтралітету і хаосу. Тут і відбувається остання битва персонажа з трьома Вершниками кінця гри: Смертю, Голодом і Чумою (Death, Famine, і Pestilence). Четвертим  вершником Апокаліпсису — Війною (War) — вважається сам гравець.
Для перемоги в грі та отримання безсмертя треба пожертвувати своєму богові амулет Йендора, відібраний на дні пекла у вищого священика Молох а. Досвідчені гравці, заощадивши бажання, перед завершальним приношенням замовляють фляжку з алкоголем (potion of booze), стверджуючи, що це допоможе їм відзначити своє вознесіння на " барі напівбогів, що на небеса х ".

### Відгалуження
Найперше відгалуження від підземелля приреченості, з яким гравець стикається на 2, 3 або 4 рівні лабіринту, це «Гномій рудник» (Gnomish Mines). Більшість гравців доходить до міста Рудокопів (Minetown) і особливого, останнього рівня рудників «Кінець Руднику» (Mines 'End). У місті завжди є храм, пара фонтанів, загін охоронців (які прийдуть на допомогу торговцям, якщо гравець спробує їх пограбувати) і кілька магазинів — у продавця Іцхака (Izchak) можна купити свічки, необхідні для церемонії. На останньому рівні рудників можна знайти дорогоцінні камені і камінь удачі (luckstone).
Відразу під Оракулом розташоване другого відгалуження підземель приреченості, це чотири рівні гри Сокобан, і спрямоване вгору. Проходячи Сокобан, можна запастися продуктами. У виняткових випадках можна «зшахраювати» — наприклад, роздягнувшись, протиснутися між стоячими впритул валунами. Такі дії дозволяють виправити свою помилку при переміщенні каменів, проте за них гравець буде втрачати удачу. Нагородою переможцю є полегшує ношу чарівна сумка (bag of holding) або відображає амулет (amulet of reflection).
Форт Лідії (Fort Ludios), заможне царство Креза, складається всього лише з одного рівня. До нього персонажі потрапляють з магічного порталу, якщо зможуть його розшукати. Портал є не в кожній грі, а форт добре охороняється, але золото і коштовності Креза варті спроби штурму.
Найважливіше відгалуження підземель, без якого гру не пройти — Пригода (The Quest). Сюжет цих п'яти або шести рівнів розроблений окремо для кожного класу. На верхній, домашній рівень Пригоди (Quest home) веде особливий магічний портал. Ваш колишній вчитель (Quest Leader) дасть вам своє останнє завдання. Якщо ви вже досягли 14-го рівня і слухняні, то зможете відправитися на наступні рівні Пригоди. Виконавши завдання і знищивши головного противника (Quest Nemesis), персонаж отримує необхідний для церемонії дзвін Відкриття (Bell of Opening) і головний артефакт свого класу (Quest Artifact)
У пеклі є єдине, але важливе відгалуження — три рівні вежі Влада (Vlad's Tower). У цій башті можна знайти вологостійкі черевики (a pair of water walking boots) і амулет порятунку життя (an amulet of life saving). Головне, не переплутати його з лежачим поруч амулетом удушення (an amulet of strangulation). На верхньому рівні розташований трон самого Влада Проштиркувача (Vlad the Impaler), короля вампірів. Перемігши Влада, можна відняти у нього другий з трьох предметів, необхідних для церемонії —  канделябр Виклику  (Candelabrum of Invocation).
Незвичайним «відгалуженням» всередині самого Гееннома є три рівні вежі Чарівника (Wizard's Tower) і два помилкові вежі Чарівника (Fake Wizard's Towers), в одній з яких знаходиться портал в справжню вежу. У чарівника Йендора треба відняти останній необхідний предмет, книгу мертвих (Book of the Dead). Але варто потривожити Чарівника — і ви наживете собі ворога майже до самого кінця гри.